# Headspin

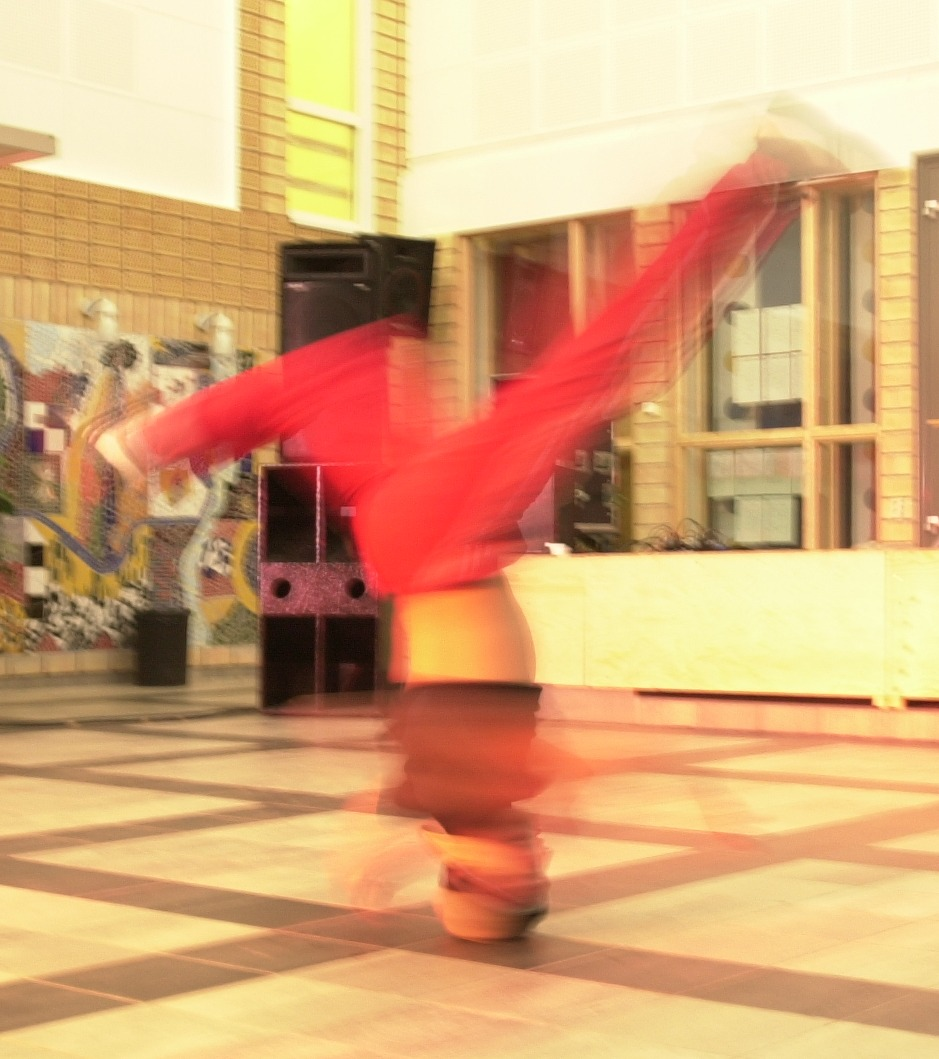
Headspin

Un headspin este o mișcare atletică în care o persoană își menține echilibrul în cap, în timp ce se rotește de-a lungul axei verticale a corpului, deobicei fără nicio altă formă de suport. Mișcarea este utilizată în mod normal în arta marțială afro-braziliană Capoeira și în breakdance. Cu toate că dansatorul Kid Freeze este creditat uneori că a inventat headspin-ul, primele imagini cunoscute cu această mișcare se pot vedea în filmul din 1993, Wild Boys of the Road. Unul dintre personajele principale, Edward „Eddie” Smith, interpretat de Frankie Darro, realizează un headspin la minutul 67.